# 丸亀平井美術館

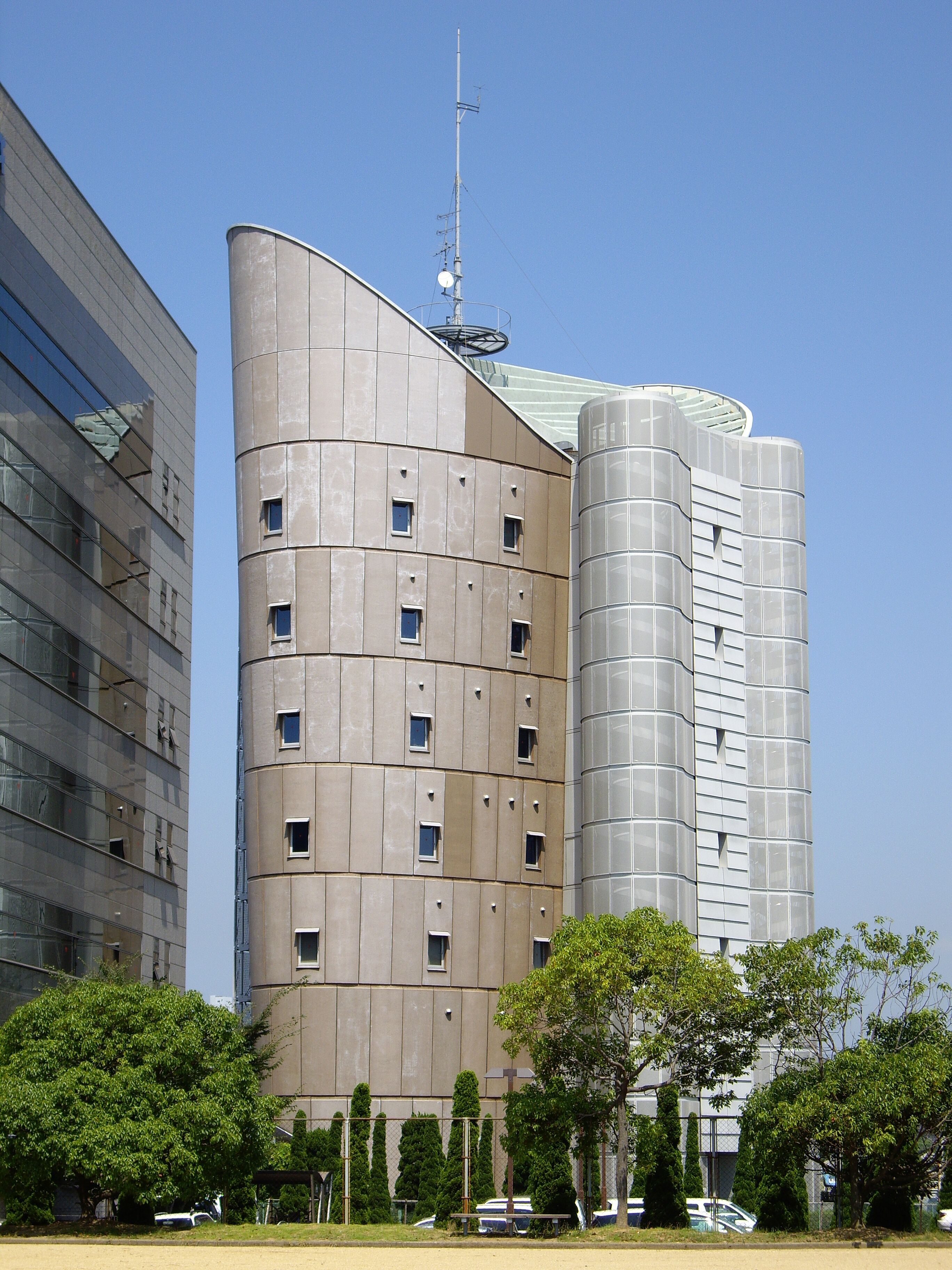
斜め後方からの背面

丸亀平井美術館（まるがめひらいびじゅつかん）は、香川県丸亀市にある美術館。
現代スペインを代表する中堅・若手アーティストの90年代以降の作品を収集・常設展示する美術館で、香川から全世界に向けての情報発信と、日本とスペインの国際文化交流を目的に、1993年開館した。

## 建築スタッフ
- 設計― アルフレード・アリーバス
- 展示デザイン― フランシスコ・パルテアローヨ
- 作品選定― ハビエール・アイグアベーリャ

## 施設
- 展示室─ 1F、2F、3F、パビリオン
- カフェ・レストラン

## 主な所蔵品
- スサーナ・ソラーノ「パラドックスはここにある」 （1990-91年）
- ペーリョ・イラス「スイート・ドリーム（アメリカ）」 （1991年）、「おもちゃ箱」 （1991年）
- フェラン・ガルシア・セビーリャ「オウム　10」 （1991年）
- ホセ・マヌエル・ブロート「セファラーV」 （1992年）
- フアン・ムニュス「カンヴァーセーション・ピース・マルガメ」 （1993年）
- ギリェルモ・ペレス・ビリャルタ「奉献」 （1992年）、「生誕」 （1993年）、「岸辺の壁」 （1993年）
- ミゲル・アンヘル・カンパーノ「パンの祭壇画」 （1989-90年）
- ミケル・バルセロ「縞」 （1992年）
- ハビエル・グラウ「無題」 （1992年）
- マリア・ゴメス「内なる空間」 （1992年）
- マリア・ゴメス「競技場シリーズ、4点の単刷版画」 （1992年）
- フランシスコ・レイロ「ボーイ」 （1991年）
- アルナウ・アレマニ「孤独の家I、II、IIIとIV」 （1992-93年）
- マノーロ・ケヒード「ナイアス（水の精）」 （1992年）
- フアン・ウスレ「ブギ・ウギ」 （1991年）
- ソレダー・セビーリャ「孤独、グラナダ」 （1993年）
- チョミン・バディオラ「4人のロシア人」 （1991年）
- ペレハウメ「ピナコテカ30」 （1990年）
- ホセ・マリア・シシーリア「無題」 （1991年）
- フェリシダー・モレーノ「無題」 （1992年）
- アントニオ・ロハス「無題」 （1991年）
- ペペ・エスパリウ「ルイーサ」 （1992年）
- ダリーオ・ウルサイ「地上の歓喜の園」 （1992年）
- アントニオ・ムラード「無題」 （1993年）
- リカルド・コタンダ「パートNo.XV」 （1992年）
- エウヘニオ・カーノ「無題」 （1992年）
- ホルヘ・ガリンド「太陽の中の光」 （1991年）
- ディス・ベルリン「不動の旅行者2」 （1991年、修正1993年）
- ホアキン・リスエニョ「無題」 （1992年）
- アントニ・アバー「十のモビール」 （1991年）

## 利用情報
- 所在地― 香川県丸亀市土器町東八丁目538番地
- 開館時間― 10:00〜18:00
- 休館日― 年末年始
- 入場料― 無料

## 交通アクセス
- JR 予讃線 宇多津駅 徒歩13分
- JR 予讃線 丸亀駅 徒歩15分
- 高速バス（東京新宿・名古屋・大阪・神戸から発着）「丸亀駅」バス停 徒歩15分

## 周辺情報
- オークラホテル丸亀
- うちわの港ミュージアム
- 丸亀港
- 丸亀市猪熊弦一郎現代美術館